# Абрютинские Выселки
Абрютинские Выселки — деревня в Екимовском сельском поселении Рязанского района Рязанской области России.

## География
Деревня расположен в 8 км на север от центра поселения села Екимовка и в 16 км на юго-запад от Рязани.

## История
На месте нынешней деревни существовало село Воронка с церковью Дмитрия Солунского, впервые упоминаемое в приправочных книгах города Пронска 1597 года. В 1795 году в селе была построена новая деревянная церковь в честь Великомученика Димитрия Солунского (в 1876 году восстановлена). В 1893 году на церковные и пожертвованные средства стала возводиться новая церковь. С 6 сентября 1905 года богослужения стали совершаться уже в ней, но колокольни при церкви в 1915 году ещё не было, о чём было отмечено в клировой ведомости. Престолов в храме было три: во имя Рождества Пресвятой Богородицы, ап. и ев. Иоанна Богослова и вмч. Димитрия Солунского.
В XIX — начале XX века село Воронка входило в состав Подвязьевской волости Рязанского уезда Рязанской губернии, с 1924 года — в составе Рязанской волости. В 1905 году в селе имелось 4 дворов.
С 1929 года деревня входила в состав Абрютинского сельсовета Рязанского района Рязанского округа Московской области, с 1937 года — в составе Рязанской области, с 2005 года — в составе Екимовского сельского поселения.

## Население
| 1859 | 1906 | 2010 |
| ---- | ---- | ---- |
| 22   | ↘14  | ↘4   |

## Транспорт
Деревня связана с областным центром регулярным автобусным сообщением по маршруту Рязань — Екимовка.

## Достопримечательности
В деревне расположена действующая Церковь Рождества Пресвятой Богородицы (1905), отреставрированная в 2016 году. 